# かのやコミュニティ放送

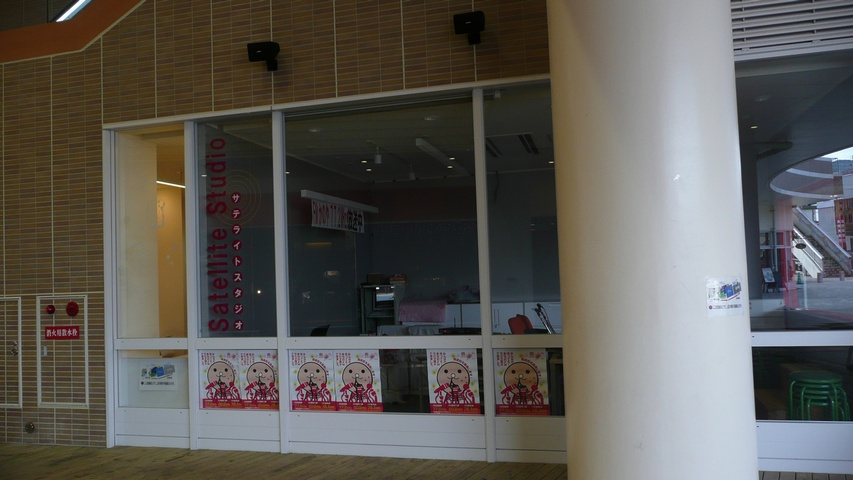
リナシティかのや1階の情報プラザに隣接するサテライトスタジオ

特定非営利活動法人かのやコミュニティ放送（かのやコミュニティほうそう）は、鹿児島県鹿屋市を中心に放送するコミュニティ放送局。特定非営利活動法人が運営する。通称はFMかのや。

## 概要
2006年8月4日にFMきもつきと同時に開局。「誰でもラジオ、どこでもリスナー」を趣旨とし、地域住民がラジオ番組を制作することができる（例えば開局日の放送では小学生がコールサインを読み上げている）パブリック・アクセスを実施している数少ない放送局である。
コールサインはJOZZ0AY-FM。24時間放送で、周波数77.2MHz、出力20W（ERP25.2W）で鹿屋市南部の横尾岳から送信している。2009年には中継局2か所の放送免許を取得している。
おおすみFMネットワークを構成する一局である。おおすみFMネットワーク内の3局（FMかのや・FMきもつき・FM志布志）のいずれか（または合同）で制作した番組のほとんどを、おおすみFMネットワークとして3局同時に放送している。FMかのや内にはおおすみFMネットワークの事務局も同居しており、フィラーを含めた大部分の番組がFMかのやから送出されるため、事実上のキー局として機能している。3局合同制作番組『おおすみおはようラジオ!』は、平日（祝日を除く）の午前7:30から放送している。
前述の特徴が故に番組制作のレベルは様々である。ラジオ局経験者は前原さとみだが、開局時からすると住民制作番組のレベルは全般に上がっている。

## 受信エリア

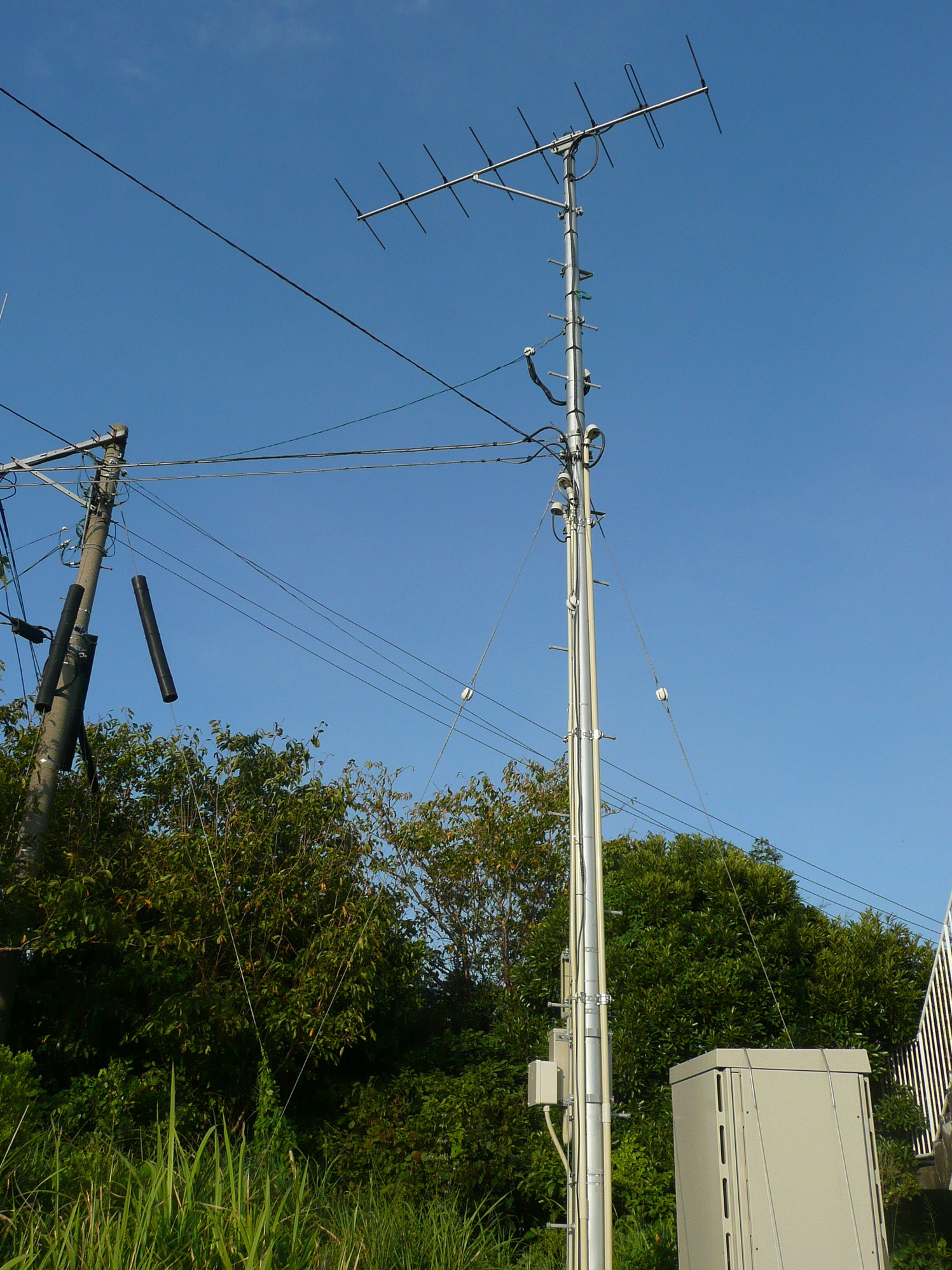
横尾岳の送信所（2009年）

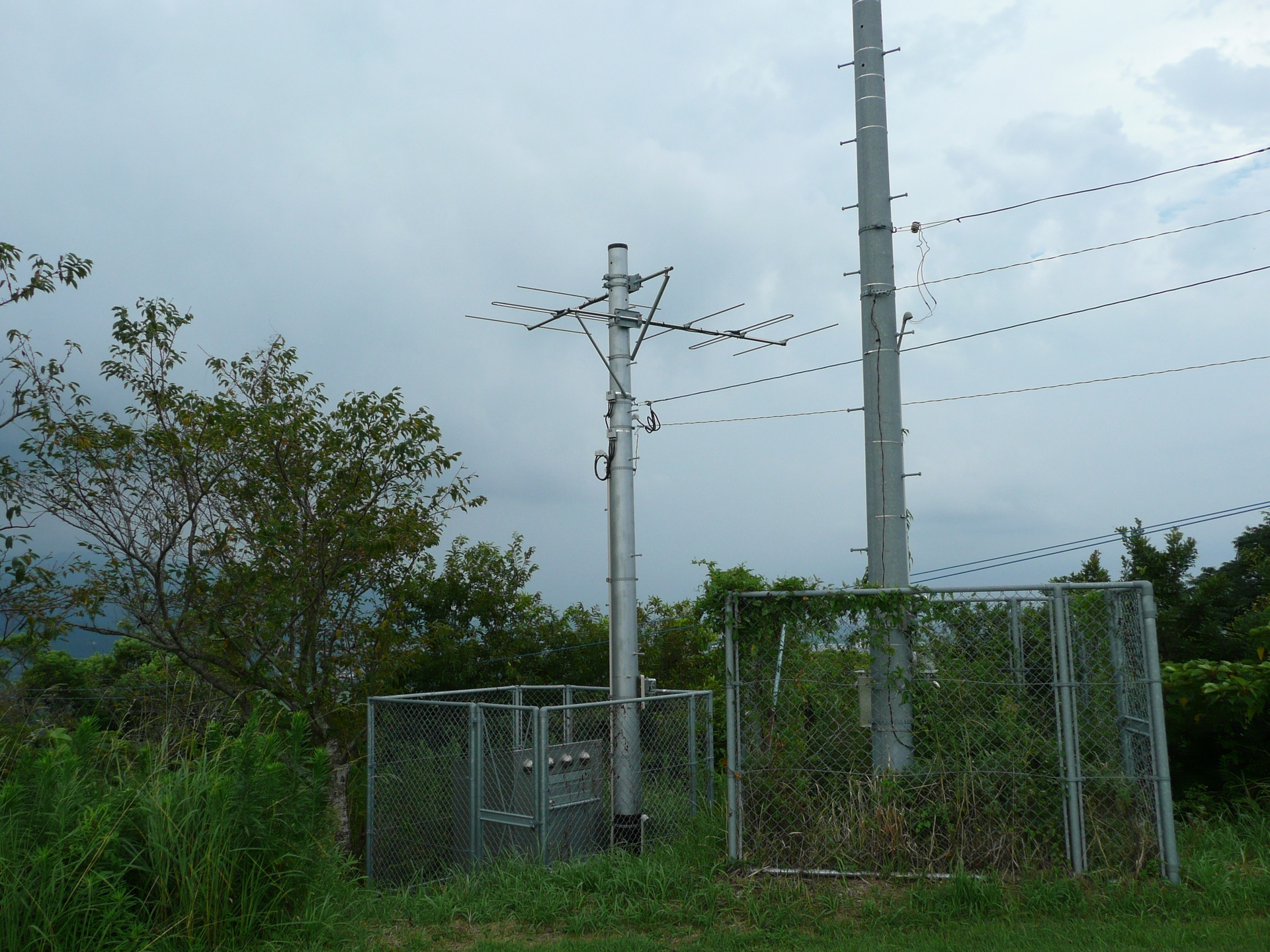
開局当初の送信所（鹿屋市野里町、2007年）
送信アンテナは3素子×2、北部（鹿屋市上野町）と東部（鹿屋市大姶良町）方面に向けて設置。

横尾岳と旧輝北町域・旧吾平町域にある2か所の中継局により鹿屋市のほぼ全域をカバーしている。おおすみFMネットワークの特性上、FMかのやの受信が困難であってもFMきもつき・志布志のいずれかで同様の番組を聴取することができる。旧輝北町域では2009年の中継局設置までこの方法で実質的にカバーされていた。
FMかのやの送信所が設置されている横尾岳へは各種無線局が「鹿屋中継局」などの名称で設置するなど送信条件が良好であり、鹿屋市外にも大崎町や東串良町を始め、遠くは宮崎県都城市まで電波が届いている。横尾岳は鹿屋市・錦江町の市境付近に位置しており、錦江町や南大隅町の役場付近にも電波が届く。なお、県域TV・FM局の「鹿屋中継局」は高隈山に設けている。
夏場にはスポラディックE層の影響で外国波などの混信が発生する（外国の一部では77.25MHzをテレビ放送の映像波として使用しているため）。その影響で鹿屋市内でも混信が発生することがある。
開局準備段階では送信所を大塚山（鹿屋市串良町）に設置する予定であったが、霧島ヶ丘に変更された。大塚山は鹿屋市の東端に位置し、大崎町・東串良町など放送対象地域外でも容易に受信可能（スピルオーバー）となったため。ただしこの変更の影響で串良町中心部では受信感度が悪く、FMきもつきのほうが比較的良好に受信できていた。
霧島ヶ丘に送信所があった時代は放送対象地域（鹿屋市）内の69.9%をカバーしていた（カバー率が7割程度であるのは鹿屋市輝北町と吾平町の一部が受信圏外であるため）。ただし、他の大隅半島の市町や対岸の薩摩半島、宮崎県都城市などの高台でも当初から一部聴取可能であった。

## 沿革

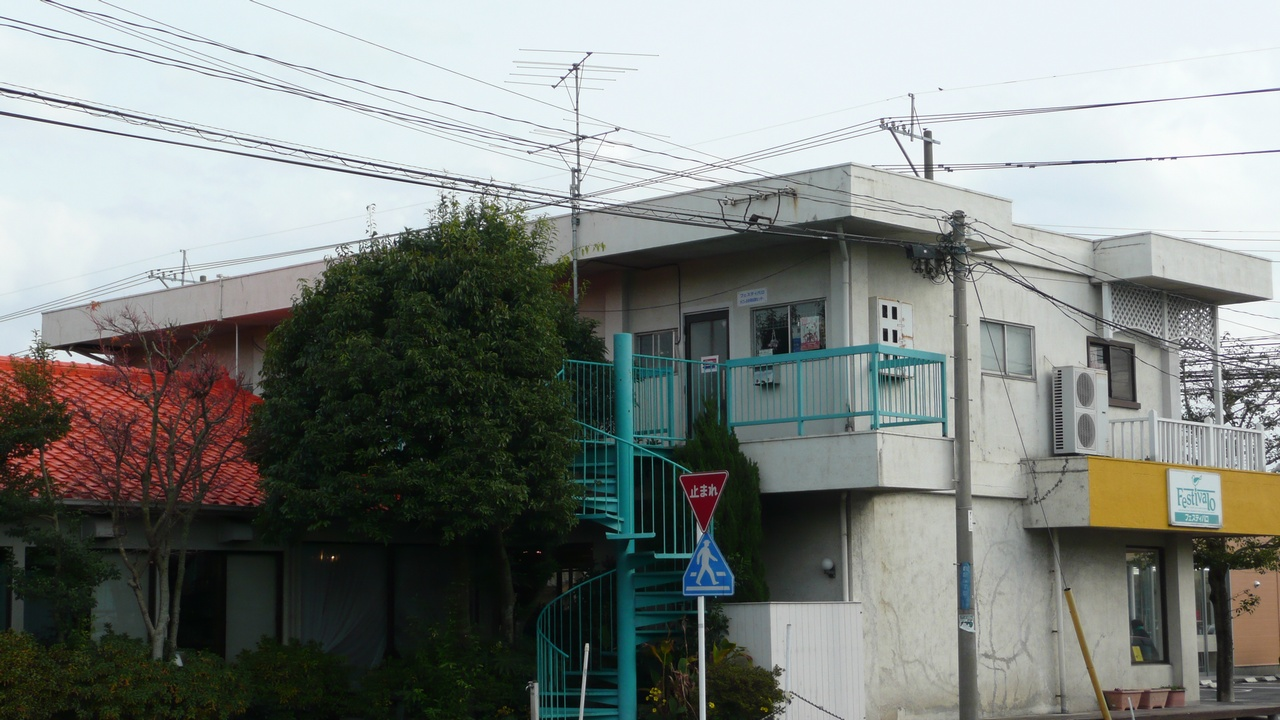
開局当初の事務局（フェスティバロ鹿屋本店旧店舗2F、2007年撮影）

- 2005年（平成17年）8月 - NPO法人として認証を受ける。
- 2006年（平成18年）
  - 6月6日 - 予備免許交付。
  - 6月22日 - 試験電波発射。
  - 6月23日 - 試験放送開始（12:00・JST）。最初に放送された曲はSMAPの『KANSHAして』であった。
  - 8月4日 - 本免許交付＆本放送開始（14:00・JST）。FMきもつきと同時開局で、3時間の特番を放送。1曲目はPUFFYの『これが私の生きる道』であった。ただし、開局したとはいえ1日4時間の生放送以外は曲のかけ流しで、本格的な番組編成は8月後半からであったため、事実上のサービス放送といえるものであった。
  - 8月9日 - CMが流されるようになる。
  - 8月21日 - 住民参加番組（パブリックアクセス）を開始。
  - 8月28日 - 「おおすみおはようラジオ!」をFMきもつきとの共同制作のかたちで開始（7：30・JST）。昼間にも再放送がある。
  - 9月1日 - 鹿屋市に本社を置く夕刊紙、南九州新聞に番組欄掲載開始。
  - 10月31日 - 鹿屋市と防災協定を締結。
- 2007年（平成19年）2月 - USEN440で配信開始。鹿屋市外でも配信地域があり、特に宮崎県日南市（旧市・旧南郷町）では当手段のみでFMかのやを聴取することが出来る。
- 2009年（平成21年）6月16日 - 鹿屋市内2か所の中継局の放送免許を取得。5W（ERP16W）の送信所[3]と2W（ERP6.4W）の送信所[4]がある。同時期に霧島ヶ丘の送信所を横尾岳に移転。
- 2013年（平成25年）5月29日 - スマートフォン向けアプリ「FM++」での配信を開始。なお、FM++を運営している株式会社スマートエンジニアリングは鹿屋市に本社を持つ企業である。

## 主な番組
下記にあるのはFMかのや制作の番組（FMきもつき・志布志にも同時間帯に放送）
- 留学生のお昼休み（第1月曜 12:00 - 12:30）
- かのやアニソンレディオ（月曜 20:00 - 20:30）
- 鑪 周作の暮らしにハーモニータイム（火曜12:00 - 12:30）
- あっくんのラジ友!（水曜 12:00 - 12:30）
- Wonderful challenge（木曜 12:00 - 12:30）
- こばっちのマイティ・ハッピーレディオ（金曜 12:00 - 12:30）
- おはなしの部屋（水曜 20:00 - 20:15）
- 心のメモ帖（金曜 20:20 - 20:30） など

## 試験放送
日付はいずれも2006年。時間は日本標準時。
試験放送は12時からの4時間であったが、6月26日からは12時からの3時間、7月1日は12時からの2時間に短縮された（以後は3時間の放送が中心）。最初の3日はリスナーからのメッセージ・受信報告も読まれており、持ち込みCDを掛けてもらうことができた。6月26日からはFMきもつきと同一となった。8月4日の14時に試験放送の終了と共に同時に本放送を開始した。
6月24日からはフィラー音楽が放送時間帯以外で流されている。6月24日だけ流されたバージョン（初代）、25日から7月2日まで（2代目）、7月2日から（日替わり・2代目も使用）の複数パターンである。2代目からはFMきもつきと同一の内容である。2代目のフォーマットは開局後も午前0時台に使用されている。
6月24日の試験放送時にはアナウンス中に音楽が大音量で被さる、音楽が音割れするなどの放送事故が発生した。

### 鹿児島県内の他放送局
- NHK鹿児島放送局
- 南日本放送（MBC）
- 鹿児島テレビ放送（KTS）
- 鹿児島放送（KKB）
- 鹿児島讀賣テレビ（KYT）
- エフエム鹿児島（μFM）
- 鹿児島シティエフエム（FRIENDS FM762）
- ディ!（ディ!ウェイヴ） - エフエムうけんについてもこちらを参照。
- FMぎんが